# Freda Payne
Freda Payne (* 19. září 1942) je americká zpěvačka a herečka.
Narodila se v Detroitu a docházela na Detroitský institut hudebních umění. V roce 1963 odešla do New Yorku a v září toho roku nahrála své debutové jazzové album After the Lights Go Down Low and Much More!!!, aranžované Mannym Albamem a vydané v následujícím roce u Impulse! Records. V roce 1965 absolvovala turné po Evropě a ve Švédsku nahrála album Freda Payne in Stockholm. Později v USA nahrála řadu dalších alb, postupně se od jazzu přesunula k R&B a popu. Největší úspěch slavila se singlem „Band of Gold“ (1970), který se umístil na třetí příčce hitparády Billboard Hot 100. Mezi její další úspěšné singly patří protiválečná píseň „Bring the Boys Home“ (1971), která ve stejné hitparádě dosáhla dvanáctého místa.
Od 70. let hrála v několika filmech a seriálech, krátce měla vlastní talk show. V letech 1976 až 1979 byl jejím manželem zpěvák Gregory Abbott, s nímž má jednoho syna, narozeného v den jejích 35. narozenin. Později chodila se zpěvákem Edmundem Sylversem z kapely The Sylvers. Její mladší sestrou je zpěvačka Scherrie Payne, členka The Supremes.